# Schmittenhöhe
Schmittenhöhe är ett berg i Österrike.   Det ligger i distriktet Zell am See och förbundslandet Salzburg, i den centrala delen av landet, 290 km väster om huvudstaden Wien. Toppen på Schmittenhöhe är 1 965 meter över havet.
Terrängen runt Schmittenhöhe är huvudsakligen bergig. Närmaste större samhälle är Zell am See, 4,7 km öster om Schmittenhöhe. 
I omgivningarna runt Schmittenhöhe växer i huvudsak blandskog. Runt Schmittenhöhe är det ganska glesbefolkat, med 34 invånare per kvadratkilometer.